# Vampiro de Niterói
Marcelo Costa de Andrade, mais conhecido como Vampiro de Niterói (Rio de Janeiro, 2 de janeiro de 1967), é um assassino em série brasileiro acusado de ter matado cerca de quatorze meninos nas redondezas de Itaboraí, a cerca de 30 quilômetros de Niterói, no Rio de Janeiro, entre abril e dezembro de 1991.
Ele cumpre pena desde 1993 em manicômios judiciários e confessou 13 dos 14 homicídios atribuídos a ele, oito dos quais foram confirmados pela polícia.

## Infância
Marcelo viveu parte da sua infância na Rocinha, uma favela do Rio de Janeiro. Vivia num lar desestruturado e sua mãe, uma empregada doméstica, apanhava constantemente do marido. Foi mandado, por um período, para viver com os avós, no Ceará, onde disse que apanhava muito. Tempos depois foi mandado de volta para o Rio de Janeiro, onde constantemente era vítima de maus-tratos dos novos companheiros dos pais, que haviam se separado. Foi nesse período que foi abusado sexualmente por um homem mais velho.

## Adolescência
Foi então mandado para um colégio para meninos, mas não tinha bom desempenho nas aulas. Lá era hostilizado pelos colegas e chamado de retardado. Aos quatorze anos, foi mandado embora do internato, pois a instituição só acolhia crianças e adolescentes de 6 a 14 anos.
Assim que saiu do internato, passou a se prostituir. Segundo Marcelo, sempre era ativo durante seus programas, mas certa vez um homem mais velho o teria obrigado a ser passivo, o que o perturbou muito. Nessa época ele tentou cometer suicídio. Tempos depois foi enviado para a FUNABEM, mas meses depois fugiu e voltou a se prostituir, sendo que aos dezesseis anos foi morar com um homem, o porteiro Antônio Batista Freire, que começou a sustentá-lo e o apresentou à Igreja Universal do Reino de Deus. Mesmo com o sustento do companheiro, Marcelo continuava a se prostituir, até que se separou e voltou para a casa da família.
A partir daí, largou a prostituição e começou a trabalhar formalmente, ajudando a família nas contas e nos afazeres domésticos.
Marcelo frequentava os cultos há cerca de dez anos na época, além de assistir às celebrações pela TV diariamente. Segundo ele, foi num desses cultos que ouviu que quando as crianças morrem, elas vão para o céu. Segundo a lógica do assassino, ele não matava adultos, pois poderia os estar mandando para o inferno.
Quando não estava lendo as pregações do bispo Edir Macedo, estava lendo revistas pornográficas. Gostava de ouvir músicas da Xuxa e de outros ídolos infantis da época. A mãe de Marcelo conta que ele tinha o estranho hábito de ficar ouvindo uma fita gravada de quando o irmão mais novo estava chorando.

## Crimes
No dia 16 de dezembro de 1991, Altair Medeiros de Abreu, de 10 anos, teria saído com seu irmão, Ivan Medeiros de Abreu, até a casa de um vizinho, que lhe havia prometido oferecer um almoço. Na época o pré-adolescente morava numa zona de pobreza do bairro Santa Isabel, em São Gonçalo, município vizinho de Niterói. Os dois eram filhos de Zélia de Abreu, empregada doméstica que possuía mais cinco filhos.
Quando os dois garotos passavam pela estação central de Niterói, foram abordados por Marcelo, que, segundo Altair, teria lhe oferecido cerca de 4 000 cruzeiros para que os dois o ajudassem a realizar um ritual religioso católico. Os três pegaram um ônibus e foram parar numa praia deserta, nos arredores do Viaduto do Barreto. Nesse momento, Marcelo tentou beijar Ivan, o garoto mais novo, que fugiu assustado, mas sendo capturado em seguida e derrubado no chão. Atordoado, Altair viu seu irmão ser abusado sexualmente por Marcelo, que, após o ato, o esganou, avisando Altair que seu irmão estava dormindo.
Assustado, Altair passou a fazer tudo o que Marcelo queria, sendo depois levado pelo assassino até um posto de gasolina onde se limpou sob os olhos atentos de Marcelo. Os dois dormiram em um matagal e na manhã seguinte partiram para o Rio de Janeiro. Segundo consta, durante o trajeto, Marcelo teria se oferecido para morar com Altair, que teria concordado imediatamente. Nos depoimentos após o crime, Marcelo disse que teve piedade do garoto, pois ele teria sido "bonzinho" e prometido ficar com ele. Na época, Marcelo trabalhava como distribuidor de panfletos e teria que aparecer no trabalho para "buscar seus papéis". Assim que se distraiu, Altair aproveitou e fugiu do assassino.
Quando chegou em casa, através de uma carona, Altair não revelou que seu irmão havia sido morto. Ele só revelou o crime para uma das irmãs mais velhas dias depois. Marcelo não teria tentado procurar Altair nem tentado esconder o corpo, mas teria voltado ao local do crime dias depois para modificar a posição do corpo. Segundo consta, as mãos do garoto estavam dentro dos shorts, o que afastou a tese inicial de afogamento, sendo constatado o abuso sexual no IML.
Quando o corpo foi identificado pela mãe de Ivan, Altair levou os policiais até o trabalho de Marcelo, que confessou o crime imediatamente, não demonstrando surpresa.

## Prisão e pena
Na delegacia, Marcelo confirmou ser o autor de mais doze assassinatos. Ele revelou um dos seus primeiros crimes. Segundo o próprio, em junho do ano de 1991, ele havia acabado de descer de um ônibus quando viu o garoto Odair José Muniz dos Santos, de onze anos, pedindo esmolas na rua. Marcelo então o convenceu a ir até a casa de uma tia para pegar cerca de 3 000 cruzeiros que seriam dados ao garoto. No entanto, Marcelo levou Odair até um campo de futebol e tentou abusar do menino e, como não conseguiu, o esganou.
"[…] Não reparei se ele estava vivo ou morto quando o estuprei. Não consegui me satisfazer. Apertei sua garganta mais uma vez para garantir que a alma dele fosse para o céu."
Logo após o crime, Marcelo foi para casa jantar e voltou mais tarde, quando decapitou o corpo do garoto. Marcelo afirmou que fez isso com o garoto para se vingar do que faziam com ele durante a época que viveu no internato.
Seu primeiro crime ocorreu em abril de 1991. Ele estava voltando do trabalho quando viu um garoto vendendo doces na avenida. Inventou a mesma história do dinheiro e do ritual religioso e o levou para um matagal. Tentou fazer sexo com o garoto, mas este resistiu. Marcelo o agrediu com pedras, depois o asfixiou e o estuprou. Segundo ele, foi a partir daí que não conseguiu mais parar de cometer crimes. No seu segundo crime, matou Anderson Gomes Goulart, 11 anos, quando estraçalhou sua cabeça, bebeu o seu sangue enquanto o estuprava e depois quebrou seu pescoço.
Marcelo cumpre pena em manicômios judiciários desde 1993 e confessou 13 dos 14 homicídios atribuídos a ele, oito dos quais foram confirmados pela polícia. Em 2017 cumpria pena no Hospital de Custódia e Tratamento Psiquiátrico Henrique Roxo.

## Atualização: 24 anos depois
Em outubro de 2017, quando já cumpria 24 anos de pena, a defesa de Marcelo tentou conseguir sua soltura. A promotora do caso, Danielle de Souza Caputi Kalache de Paiva, disse: "O pedido é para uma saída temporária, uma situação intermediária entre internação e liberdade. Mas ele não tem condições de sair do hospital psiquiátrico. Ele fala com orgulho dos delitos que praticou, não tem consciência de que o que fez é errado. Além disso, a equipe que cuida de sua internação nunca indicou que ele pudesse sair do hospital".
A opinião da promotora, segundo o site BOL, vinha ao encontro à da equipe médica do Hospital de Custódia e Tratamento Psiquiátrico Henrique Roxo, que o havia avaliado meses antes e que o descreveu como "portador de doença mental incurável, que não apresenta condições para a construção de um projeto terapêutico".

## Possível soltura
A soltura de Marcelo poderia ter ocorrido em dezembro de 2021, conforme prevê a legislação penal brasileira, já que a pena privativa de liberdade máxima no Brasil é de 30 anos de reclusão. Presos inimputáveis podem ficar sob cuidados sobre o quanto tempo quiser para proteção deles e das outras pessoas. Os psiquiatras que o trataram sugeriram que ele ficasse mais tempo na prisão, pois um dos médicos que o atendeu afirmou que "em hipótese alguma ele deveria ser solto, pois tem as mesmas atitudes infantis e não mostra nenhum sinal de arrependimento pelos crimes que cometeu, frequentemente se gabando deles". Ainda assim, ele poderá ser solto a partir de 2024 com o fechamento dos manicômios judiciários.